# Богданівка (Генічеський район)
Богдані́вка — село в Україні, у Нижньосірогозькій селищній громаді Генічеського району Херсонської області. Населення становить 106 осіб.

## Історія
12 червня 2020 року, відповідно до розпорядження Кабінету Міністрів України № 726-р «Про визначення адміністративних центрів та затвердження територій територіальних громад Херсонської області», увійшло до складу Нижньосірогозької селищної громади.
19 липня 2020 року, в результаті адміністративно-територіальної реформи та ліквідації  Нижньосірогозького району увійшло до складу Генічеського району.
Село Богданівка було засновано селянами-духоборами, які в період 1861—1862 рр. прибули з Молдавії та Туреччини.
24 лютого 2022 року село тимчасово окуповане російськими військами під час російсько-української війни.

## Населення
Згідно з переписом УРСР 1989 року чисельність наявного населення села становила 123 особи, з яких 54 чоловіки та 69 жінок.
За переписом населення України 2001 року в селі мешкало 105 осіб.

### Мова
Розподіл населення за рідною мовою за даними перепису 2001 року:
| Мова       | Відсоток |
| ---------- | -------- |
| українська | 94,34 %  |
| російська  | 5,66 %   |